# 沙逊·大卫·沙逊
沙逊·大卫·沙逊（英語：Sassoon David Sassoon，1832年8月—1867年6月24日）是一位英国商人、银行家、慈善家。

## 早年
沙逊·大卫·沙逊于1832年8月出生于英属印度孟买，是巴格达犹太人沙逊家族的成员。父亲大卫·沙逊（1792－1864年），是1817年到1829年之间巴格达的首席财政官，1833年后成为孟买棉花和鸦片贸易的领军人物，母亲法哈·哈伊姆（Farha Hayim）。他自幼身体不好，但经常旅行。
他在巴格达受过圣经和塔木德教育，还能流利地说几种东方语言。

## 商人
他前往上海，在那里经营沙逊洋行（David Sassoon, Sons & Co.）中国分公司的业务。1858年他前往伦敦，在利德贺街开了一家银行。 在美国内战期间，业务呈指数级增长，因为它们突然成为英国纺纱厂和英国市场棉花的主要供应商。

## 慈善家
他曾担任一个委员会的主席，该机构致力于寻找中国、埃塞俄比亚和东方的犹太人。他还是两所犹太学校的校董，多年来，他一直担任希伯来语考官，并慷慨捐助。 他也是伦敦西班牙和葡萄牙犹太会堂的领袖。

## 家庭
18岁时，他在孟买娶了表妹法赫拉·鲁本（1838－1919年），巴格达的所罗门·鲁本·沙逊的女儿。 后来她在英国改名为弗洛拉。他们有四个孩子，连同孙辈如下：
- 约瑟·沙逊·沙逊（1855－1918年），娶霍勒斯·根茨堡的女儿路易丝·德·根茨堡
  - 沙逊·约瑟·沙逊（1885－1922年），军官
  - 阿瑟·迈耶·沙逊，军官
  - 弗雷德里克·沙逊，军官
  - 其他4个孙子
- 拉结·沙逊（1858–1927年），编辑，嫁朱利乌斯·比尔的儿子弗雷德里克·阿瑟·比尔[1]。
- 阿尔弗雷德·埃兹拉·沙逊（1861－1895年），娶特里萨·索尼克罗夫特
  - 迈克尔·索尼克罗夫特·沙逊（1884－1969年）
  - 齐格弗里德·沙逊（1886－1967年）
  - 哈莫·瓦茨·沙逊，军官, (1887－1915年11月1日阵亡)
- 弗雷德里克·迈耶·萨松（1862年－1889年）
  - 两个孙女

他们住在萨里郡泰晤士河畔沃尔顿阿什利公园（Ashley Park），以及伦敦圣潘克拉斯摄政公园旁的坎伯兰台（Cumberland Terrace）17号。他于1867年在伦敦去世，留下12万英镑的遗产。后来，弗洛拉搬到了东萨塞克斯郡霍夫的阿德莱德新月（Adelaide Crescent）37号。